# 클라우디아 페히슈타인
클라우디아 페히슈타인(독일어: Claudia Pechstein, 1972년 2월 22일~)은 독일의 스피드스케이팅 선수이다. 동독의 동베를린 출신으로, 1988년 대한민국 서울에서 열린 세계 주니어 선수권 대회에서 2위를 하며 가능성을 보였고, 1990년대 들어 여자 장거리 부문에서 세계 정상권의 선수로 오랫동안 활동했다. 1992년 동계 올림픽 5000m에서 동메달을 땄으며, 이후 같은 나라의 군다 니만과 함께 여자 스피드스케이팅 장거리 부문에서 1, 2위를 다투었다. 여자 최장거리인 5000m 경기에서 동계올림픽 3연패를 달성했다(1994년·1998년·2002년). 2006년 동계 올림픽에서도 5000m에서 은메달을 딴 데 이어, 올림픽에 처음 도입된 단체 추발에서 금메달을 획득, 여자 선수로는 처음으로 동계 올림픽에서 4회 연속으로 금메달을 땄고, 5회 연속으로 메달을 획득했다. 2009년 당시까지 올림픽에서 금5, 은2, 동2, 세계 종목별 선수권에서 금5, 은12, 동6, 세계 종합 선수권에서 금1, 은8, 동2 등의 많은 메달을 획득한, 스피드 스케이팅 역사상 가장 뛰어난 업적을 남긴 선수의 하나로 알려져왔다.
2009년~2010년 시즌에도 독일 대표로 계속 활동하여 경기에 참여하면서, 동계 올림픽 6회 연속 출전을 위해 준비하고 있었으나, 11월 말에 2009년 2월 경기에서 혈액 도핑 규정을 위반한 것이 문제가 되었다. 이에 따라, 그의 2009년 2월 이후의 기록이 취소되었고, 2011년 2월까지 국제대회 출전 금지 처분이 확정되어, 2010년 밴쿠버 동계 올림픽 참가가 무산되었다.
2011년 2월, 복귀하여 다시 국제대회에 참가하기 시작했으며, 2011년 3월 세계 종목별 선수권 대회 5000m와 팀추월에서 동메달을 획득하며 건재함을 과시하였다. 2011년~2012년 시즌에 다시 꾸준히 각종 대회에 참가하여, 월드컵 3000m/5000m 2위에 오르고, 세계 종목별 선수권 대회 5000m에서 동메달을 따는 등 계속 세계 정상권 실력을 유지했다. 이미 만35세이던 2007년, 팀추월에서 우승하여, 스피드 스케이팅 월드컵 사상 최고령 우승자가 된 이후 남녀를 통틀어 월드컵 최고령 우승자 기록을 계속 가지고 있다. 2013년 11월에도 3000m에서 마르티나 사블리코바를 제치고 우승하여 만41세의 나이에 월드컵에서 우승했다. 그는 스피드 스케이팅 선수로는 상당히 많은 나이에도 2014년 동계 올림픽에 참가하였다.

## 같이 보기
- 올림픽 다관왕 목록